# Gunnar Modigh
Gunnar Erland Modigh, född 16 april 1911 i Karlskrona amiralitetsförsamling i Blekinge län, död 21 augusti 1985 i Oscars församling i Stockholms län, var en svensk militär.

## Biografi
Modigh avlade officersexamen vid Kungliga Krigsskolan 1935 och utnämndes samma år till fänrik vid Norrbottens artillerikår. Han studerade vid Artilleri- och ingenjörhögskolan 1936–1938 och befordrades 1938 till löjtnant. Han tjänstgjorde i staben vid Övre Norrlands trupper 1940–1942 och vid staben i VI. militärområdet från 1942 samt befordrades till kapten 1943. Han studerade vid Kungliga Krigshögskolan 1945–1947. Åren 1951–1955 tjänstgjorde han vid Bodens artilleriregemente. År 1955 befordrades han till major och tjänstgjorde 1955–1962 vid Göta artilleriregemente samt från 1962 vid Svea artilleriregemente. Han tjänstgjorde vid Försvarsdepartementet 1962–1976 och befordrades 1970 till överstelöjtnant.
Gunnar Modigh ingick i redaktionen för Svenska försvarsväsendets rulla 1963–1976 samt bidrog som medarbetare till Hovkalendern, Sveriges ridderskaps och adels kalender och Svenska släktkalendern. Modigh författade Kungl. Göta artilleriregemente. En minnesskrift 1644–1794–1962 (Skoogs Bokförlag, Göteborg 1962). Sedan 1976 var han sekreterare i Arméns understödsnämnd och sekreterare i Föreningen pensionerade officerare.